# Associazione Calcio Napoli 1936-1937
Questa voce raccoglie le informazioni riguardanti l'Associazione Calcio Napoli nelle competizioni ufficiali della stagione 1936-1937.

## Stagione
La stagione 1936-1937 del Napoli è la 8ª stagione in Serie A e la 11ª complessiva in massima serie.

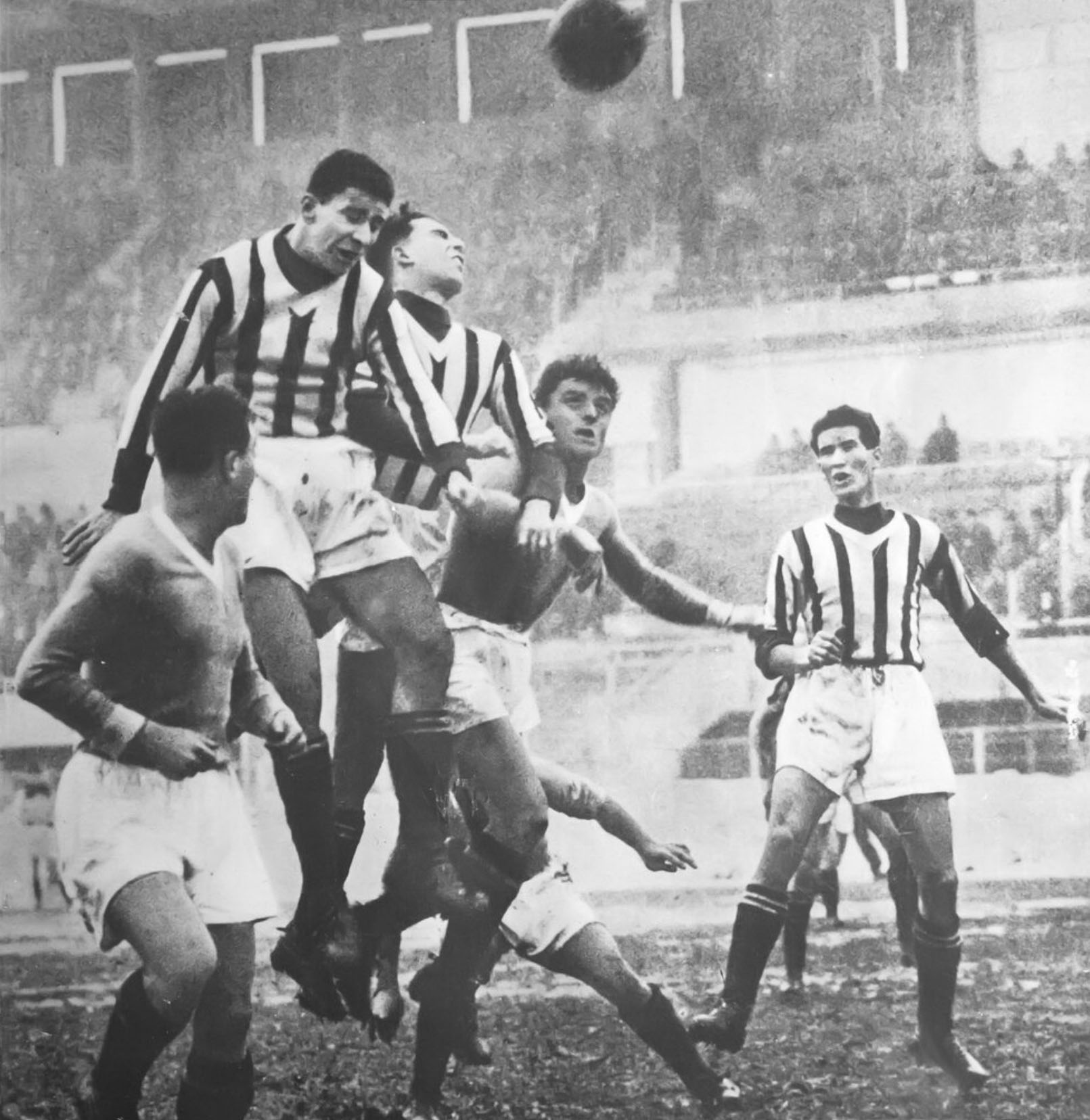
Tricoli e Fenoglio alle prese con gli attaccanti juventini Aldo Giuseppe e Felice Borel, sotto gli occhi dell'altro bianconero Varglien II, nella sfida di campionato del 31 gennaio 1937 allo stadio Mussolini di Torino.

La stagione parte in maniera poco felice, quattro pareggi e due sconfitte nelle prime 6 giornate, che portano la squadra nelle parti basse della classifica, seguite da una prima vittoria, il primo novembre 1936, contro il Novara, per 4-0. Termina il girone d'andata al dodicesimo posto, con tre punti di vantaggio sulle squadre fanalino di coda; nel girone di ritorno eguaglia il numero di punti raccolti, terminando tredicesimo, senza vincere due partite di seguito ma riuscendo a battere in casa l'Ambrosiana per 2-1, il 27 dicembre 1936.

## Divise
| Prima divisa | Divisa portiere |

## Organigramma societario
Area direttiva
- Presidente: Achille Lauro

Area tecnica
- Allenatore: Angelo Mattea

## Rosa
| N. |                   | Ruolo | Calciatore         |
| -- | ----------------- | ----- | ------------------ |
|    | Italia (bandiera) | P     | Vittorio Mosele    |
|    | Italia (bandiera) | P     | Arnaldo Sentimenti |
|    | Italia (bandiera) | D     | Luigi Castello     |
|    | Italia (bandiera) | D     | Enrico Colombari   |
|    | Italia (bandiera) | D     | Dino Da Caprile    |
|    | Italia (bandiera) | D     | Giuseppe Fenoglio  |
|    | Italia (bandiera) | D     | Silverio Tricoli   |
|    | Italia (bandiera) | D     | Athos Zontini      |
|    | Italia (bandiera) | C     | Carlo Biagi        |

| N. |                   | Ruolo | Calciatore                  |
| -- | ----------------- | ----- | --------------------------- |
|    | Italia (bandiera) | C     | Carlo Buscaglia             |
|    | Italia (bandiera) | C     | Antonio Ferrara II          |
|    | Italia (bandiera) | C     | Nicola Ferrara I            |
|    | Italia (bandiera) | C     | Guglielmo Glovi             |
|    | Italia (bandiera) | C     | Natale Masera               |
|    | Italia (bandiera) | C     | Mario Zanni                 |
|    | Italia (bandiera) | A     | Gino Rossetti               |
|    | Italia (bandiera) | A     | Attila Sallustro (capitano) |
|    | Italia (bandiera) | A     | Giovanni Venditto           |

## Risultati

### Serie A

#### Girone di andata
| Napoli 13 settembre 1936 1ª giornata | Napoli        | 0 – 0 | Roma | Stadio Partenopeo\| Arbitro: \| Scarpi (Dolo) \| |
| Arbitro:                             | Scarpi (Dolo) |       |      |                                                  |

| Arbitro: | Scorzoni (Bologna) |

|            |           |                      |
| Stella 63’ | Marcatori | 17’ (rig.) Buscaglia |

| Arbitro: | Dattilo (Roma) |

|  |           |                |
|  | Marcatori | 15’ Scagliotti |

| Arbitro: | Saracini (Ancona) |

|              |           |           |
| Busidoni 12’ | Marcatori | 81’ Biagi |

| Napoli 11 ottobre 1936 5ª giornata | Napoli            | 0 – 0 | Genova 1893 | Stadio Partenopeo\| Arbitro: \| Bertolio (Torino) \| |
| Arbitro:                           | Bertolio (Torino) |       |             |                                                      |

| Arbitro: | Pizziolo (Firenze) |

|            |           |  |
| Cossio 85’ | Marcatori |  |

| Arbitro: | Caironi (Milano) |

|                                                      |           |  |
| Biagi 30’ Colombari 66’ Ferrara I 79’ Ferrara II 83’ | Marcatori |  |

| Arbitro: | Carminati (Milano) |

|                                     |           |                        |
| Coppa 3’ Marchini 42’ Michelini 59’ | Marcatori | 55’ Biagi 88’ Venditto |

| Arbitro: | Barlassina (Novara) |

|  |           |               |
|  | Marcatori | 64’ Reguzzoni |

| Arbitro: | Zelocchi (Modena) |

|                            |           |  |
| Venditto 38’ Sallustro 67’ | Marcatori |  |

| Arbitro: | Mastellari (Bologna) |

|                                           |           |              |
| Violi 16’ Paradiso 59’ Ferrero 82’ (rig.) | Marcatori | 53’ Venditto |

| Arbitro: | Sassi (Roma) |

|                                           |           |  |
| Buscaglia 28’ Galli 57’ Silano 66’ (rig.) | Marcatori |  |

| Arbitro: | Pizziolo (Firenze) |

|                                     |           |             |
| Ferrara II 19’ Buscaglia 32’ (rig.) | Marcatori | 20’ Ferrari |

| Arbitro: | Scarpi (Dolo) |

|                                       |           |                                    |
| Ferrara II 38’ Rossetti 41’ Biagi 72’ | Marcatori | 3’, 16’, 34’, 68’ Busani 14’ Piola |

| Arbitro: | Bevilacqua (Viareggio) |

|  |           |                             |
|  | Marcatori | 26’ Ferrara II 38’ Rossetti |

#### Girone di ritorno
| Arbitro: | Scorzoni (Bologna) |

|               |           |  |
| D'Alberto 56’ | Marcatori |  |

| Arbitro: | Mazzarini (Roma) |

|               |           |  |
| Colombari 83’ | Marcatori |  |

| Arbitro: | Scotto (Savona) |

|                        |           |  |
| Borel I 5’ Gabetto 66’ | Marcatori |  |

| Napoli 7 febbraio 1937 19ª giornata | Napoli           | 0 – 0 | Triestina | Stadio Partenopeo\| Arbitro: \| Salvatori (Roma) \| |
| Arbitro:                            | Salvatori (Roma) |       |           |                                                     |

| Arbitro: | Barlassina (Novara) |

|  |           |                |
|  | Marcatori | 23’ Ferrara II |

| Arbitro: | Mazzarini (Roma) |

|  |           |             |
|  | Marcatori | 40’ Gabardo |

| Novara 28 febbraio 1937 22ª giornata | Novara            | 0 – 0 | Napoli | Stadio Littorio\| Arbitro: \| Galeati (Bologna) \| |
| Arbitro:                             | Galeati (Bologna) |       |        |                                                    |

| Arbitro: | Scotto (Savona) |

|                                     |           |                                |
| Rossetti 15’, 55’ Venditto 39’, 85’ | Marcatori | 63’ Michelini 88’ (rig.) Coppa |

| Arbitro: | Sassi (Roma) |

|                       |           |               |
| Andreolo 9’ Maini 44’ | Marcatori | 78’ Ferrara I |

| Arbitro: | Mazzarini (Roma) |

|                       |           |  |
| Croce 26’ Robotti 85’ | Marcatori |  |

| Arbitro: | Saracini (Ancona) |

|                                           |           |  |
| Biagi 6’ Loetti 34’ (aut.) Ferrara II 85’ | Marcatori |  |

| Arbitro: | Bevilacqua (Viareggio) |

|               |           |           |
| Sallustro 27’ | Marcatori | 22’ Galli |

| Arbitro: | Bertoli (Vicenza) |

|                                  |           |                            |
| Ferraris II 7’ Meazza 32’ (rig.) | Marcatori | 26’ Rossetti 53’ Sallustro |

| Arbitro: | Scotto (Savona) |

|                                  |           |  |
| Piola 52’, 79’, 82’ Riccardi 87’ | Marcatori |  |

| Arbitro: | Dattilo (Roma) |

|  |           |                 |
|  | Marcatori | 2’, 66’ Spivach |

### Coppa Italia
| Napoli 6 gennaio 1937, ore CET Sedicesimi di finale                                                           | Napoli    | 5 – 2                | Sestrese | Stadio Partenopeo |
| \| \| \| \| \| Venditto 3’, 28’ Ferrara I 63’ Biagi 77’ Sallustro 80’ \| Marcatori \| 10’ Rivolo 89’ Pesce \| |           |                      |          |                   |
| |           |                      |          |                   |
| Venditto 3’, 28’ Ferrara I 63’ Biagi 77’ Sallustro 80’                                                        | Marcatori | 10’ Rivolo 89’ Pesce |          |                   |

| Napoli 6 maggio 1937, ore CET Ottavi di finale                  | Napoli    | 2 – 1        | Juventus | Stadio Partenopeo |
| \| \| \| \| \| Venditto 6’, 64’ \| Marcatori \| 64’ Borel II \| |           |              |          |                   |
|                                                                 |           |              |          |                   |
| Venditto 6’, 64’                                                | Marcatori | 64’ Borel II |          |                   |

| Napoli 27 maggio 1937, ore CET Quarti di finale    | Napoli    | 0 – 1            | Roma | Stadio Partenopeo |
| \| \| \| \| \| \| Marcatori \| 10’ Di Benedetti \| |           |                  |      |                   |
|                                                    |           |                  |      |                   |
|                                                    | Marcatori | 10’ Di Benedetti |      |                   |

## Statistiche

### Statistiche di squadra
| Competizione | Punti | In casa | In casa | In casa | In casa | In casa | In casa | In trasferta | In trasferta | In trasferta | In trasferta | In trasferta | In trasferta | Totale | Totale | Totale | Totale | Totale | Totale | DR  |
| Competizione | Punti | G       | V       | N       | P       | Gf      | Gs      | G            | V            | N            | P            | Gf           | Gs           | G      | V      | N      | P      | Gf     | Gs     | DR  |
| ------------ | ----- | ------- | ------- | ------- | ------- | ------- | ------- | ------------ | ------------ | ------------ | ------------ | ------------ | ------------ | ------ | ------ | ------ | ------ | ------ | ------ | --- |
| Serie A      | 24    | 15      | 6       | 4       | 5       | 20      | 14      | 15           | 2            | 4            | 9            | 11           | 25           | 30     | 8      | 8      | 14     | 31     | 39     | -19 |
| Coppa Italia | -     | 3       | 2       | 0       | 1       | 7       | 4       | 0            | 0            | 0            | 0            | 0            | 0            | 3      | 2      | 0      | 1      | 7      | 4      | -   |
| Totale       | 24    | 18      | 8       | 4       | 6       | 27      | 18      | 15           | 2            | 4            | 9            | 11           | 25           | 33     | 10     | 8      | 15     | 38     | 43     | -19 |

### Andamento in campionato
| Giornata  | 1  | 2  | 3  | 4  | 5  | 6  | 7  | 8  | 9  | 10 | 11 | 12 | 13 | 14 | 15 | 16 | 17 | 18 | 19 | 20 | 21 | 22 | 23 | 24 | 25 | 26 | 27 | 28 | 29 | 30 |
| --------- | -- | -- | -- | -- | -- | -- | -- | -- | -- | -- | -- | -- | -- | -- | -- | -- | -- | -- | -- | -- | -- | -- | -- | -- | -- | -- | -- | -- | -- | -- |
| Luogo     | C  | T  | C  | T  | C  | T  | C  | T  | C  | C  | T  | T  | C  | C  | T  | T  | C  | T  | C  | T  | C  | T  | C  | T  | T  | C  | C  | T  | T  | C  |
| Risultato | N  | N  | P  | N  | N  | P  | V  | P  | P  | V  | P  | P  | V  | P  | V  | P  | V  | P  | N  | V  | P  | N  | V  | P  | P  | V  | N  | N  | P  | P  |
| Posizione | 10 | 11 | 13 | 13 | 13 | 14 | 13 | 13 | 14 | 13 | 14 | 15 | 14 | 14 | 12 | 12 | 12 | 12 | 13 | 13 | 13 | 13 | 13 | 13 | 13 | 13 | 13 | 13 | 13 | 13 |

Legenda:

Luogo: C = Casa; T = Trasferta. Risultato: V = Vittoria; N = Pareggio; P = Sconfitta.

### Statistiche dei giocatori
| Giocatore     | Campionato | Campionato | Coppa Italia | Coppa Italia | Totale   | Totale |
| Giocatore     | Presenze   | Reti       | Presenze     | Reti         | Presenze | Reti   |
| ------------- | ---------- | ---------- | ------------ | ------------ | -------- | ------ |
| C. Biagi      | 23         | 5          | ?            | ?            | 23+      | 5+     |
| C. Buscaglia  | 29         | 2          | 3            | 0            | 32       | 2      |
| L. Castello   | 29         | 0          | ?            | ?            | 29+      | 0+     |
| E. Colombari  | 30         | 2          | ?            | ?            | 30+      | 2+     |
| D. Da Caprile | 2          | 0          | ?            | ?            | 2+       | 0+     |
| G. Fenoglio   | 29         | 0          | ?            | ?            | 29+      | 0+     |
| A. Ferrara II | 25         | 6          | ?            | ?            | 25+      | 6+     |
| N. Ferrara I  | 10         | 2          | 1+           | 1            | 11+      | 3      |
| G. Glovi      | 6          | 0          | ?            | ?            | 6+       | 0+     |
| N. Masera     | 14         | 0          | ?            | ?            | 14+      | 0+     |
| V. Mosele     | 28         | -32        | ?            | ?            | 28+      | -32+   |
| G. Rossetti   | 30         | 5          | ?            | ?            | 30+      | 5+     |
| A. Sallustro  | 18         | 3          | 1+           | 1            | 19+      | 4      |
| A. Sentimenti | 2          | -7         | ?            | ?            | 2+       | -7+    |
| S. Tricoli    | 23         | 0          | ?            | ?            | 23+      | 0+     |
| G. Venditto   | 29         | 5          | 2+           | 4            | 31+      | 9      |
| M. Zanni      | 1          | 0          | ?            | ?            | 1+       | 0+     |
| A. Zontini    | 1          | 0          | ?            | ?            | 1+       | 0+     |